# Gomsielmasz

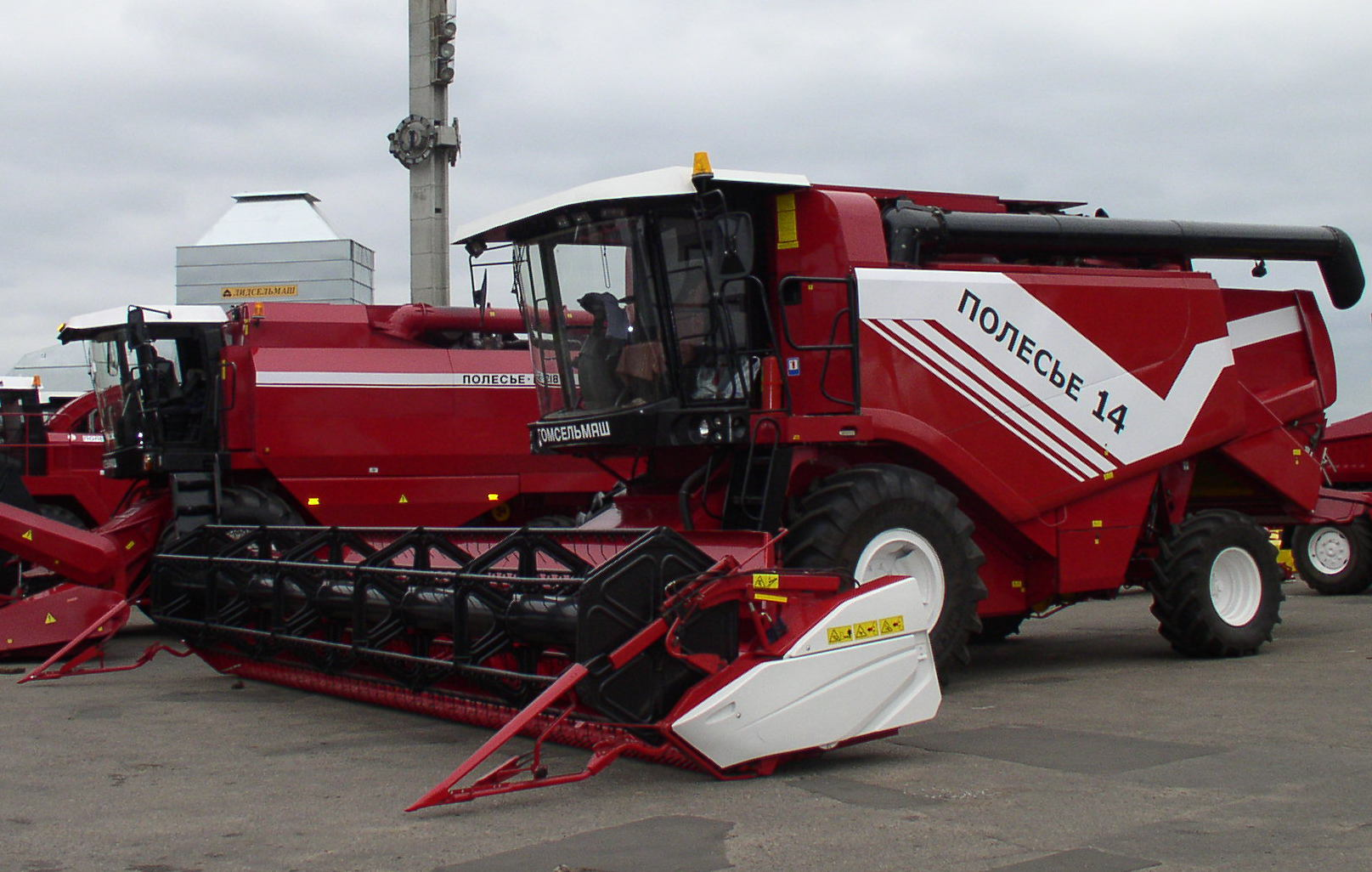
Kombajn zbożowy Palessie

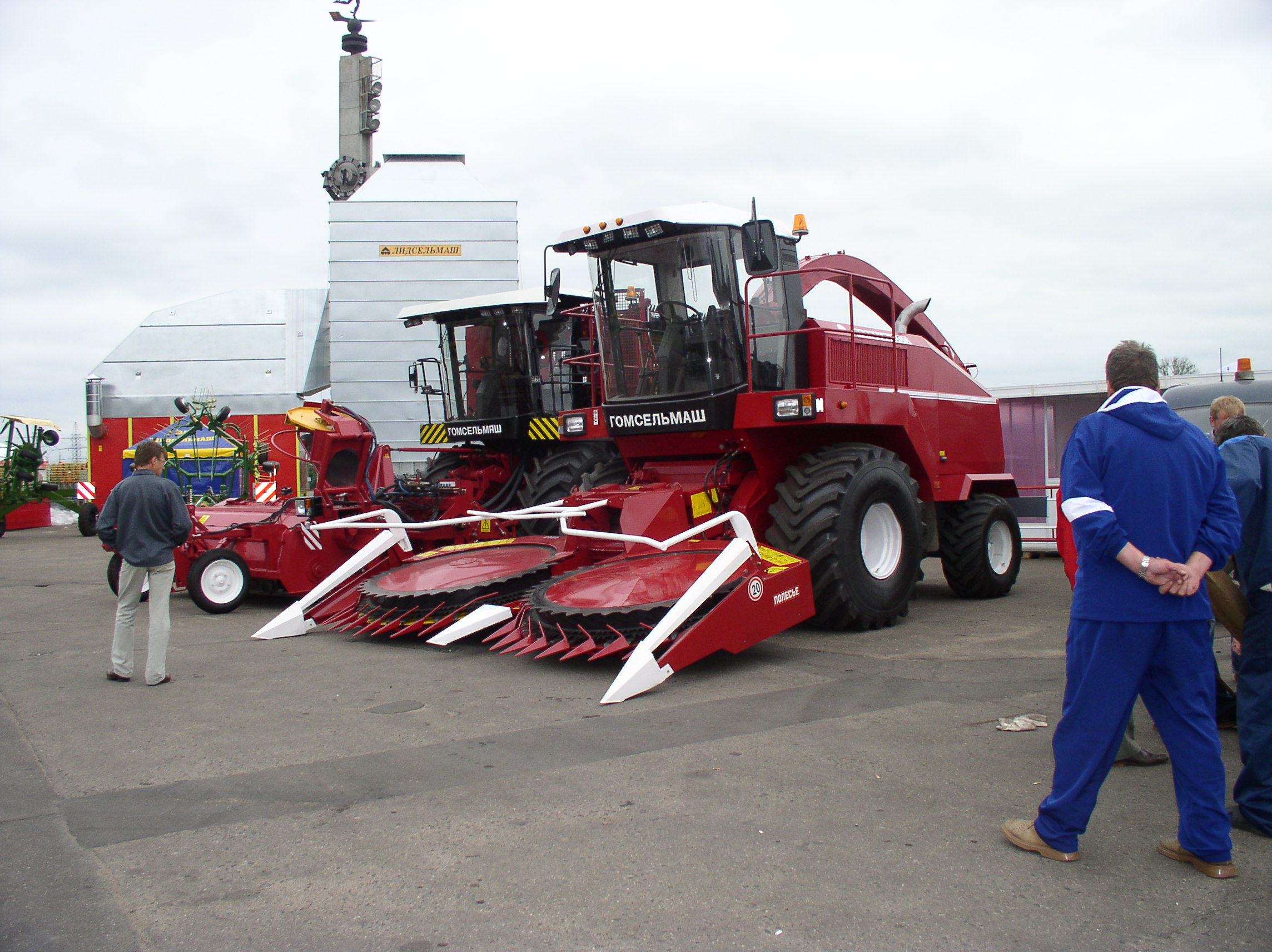
Sieczkarnie samojezdne produkcji Gomsielmasz

Gomsielmasz (ros. Гомсельмаш; błr. Гомсельмаш, Homsielmasz; ang. Gomselmash) – białoruski producent maszyn rolniczych pod marką Palessie z siedzibą w Homlu.
Nazwa firmy pochodzi od słów Gomelskij zawod sielskochoziajstwiennych maszyn (Homelska Fabryka Maszyn Rolniczych).

## Historia
Budowa zakładów Gomsielmasz została rozpoczęta w 1930 roku w ramach rządowych planów industrializacji państwa. Podczas II wojny światowej całe wyposażenie fabryki zostało ewakuowane do Kurganu, gdzie było w użyciu na potrzeby produkcji dla armii radzieckiej. W 1944 roku produkcja powróciła do Homla. W 1977 roku rozpoczęto produkcję pierwszej w ZSRR samobieżnej sieczkarni KSK-100. Maszyna ta i jej modyfikacje były produkowane przez 32 lata.
W maju 2023 r. Ukraina nałożyła sankcje na Gomsielmasz oraz Homelskie Zakłady Odlewnicze i Normalne, będące jej filią. W sierpniu 2024 r. Gomsielmasz został wpisany na listę sankcyjną Kanady.